# 梅內拉山脈

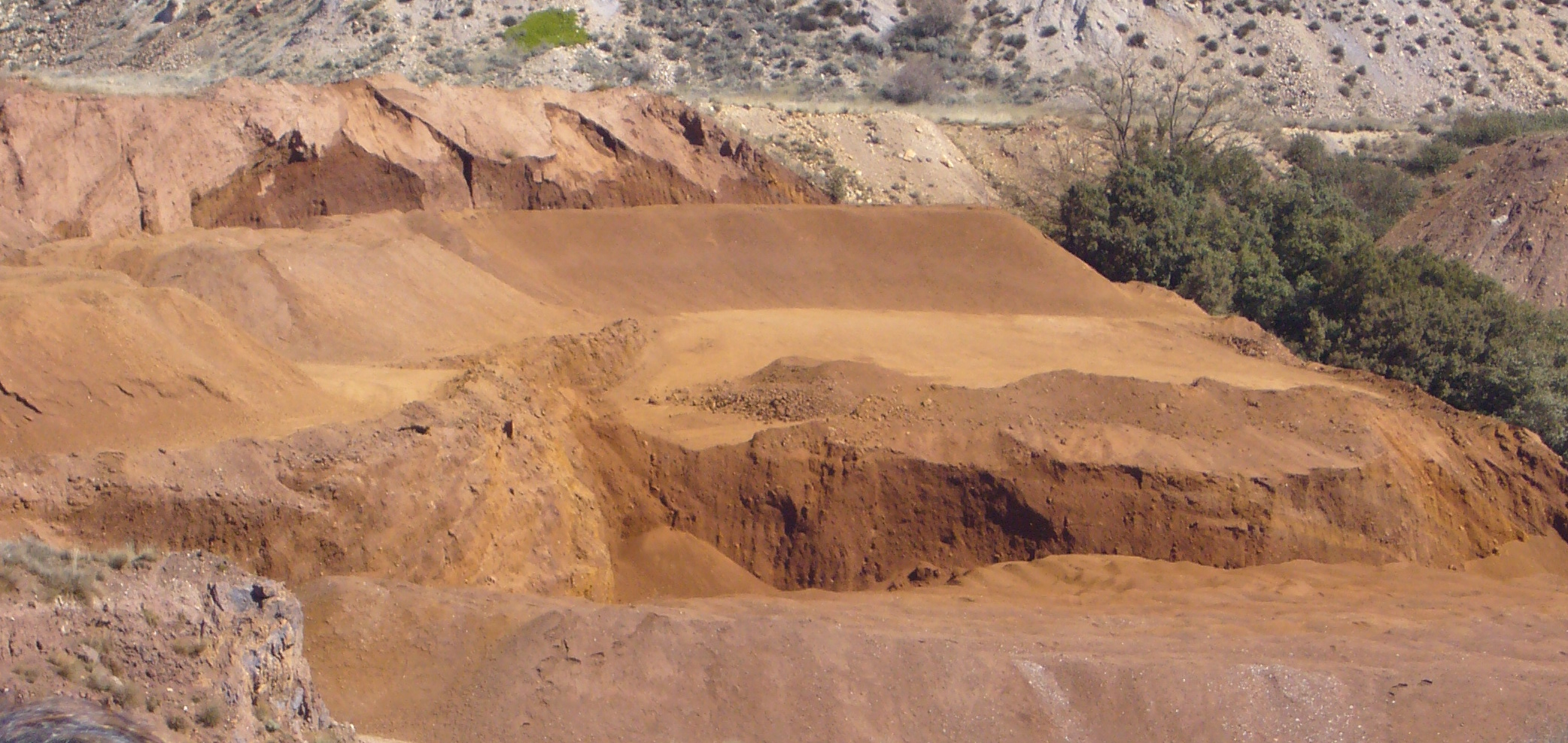

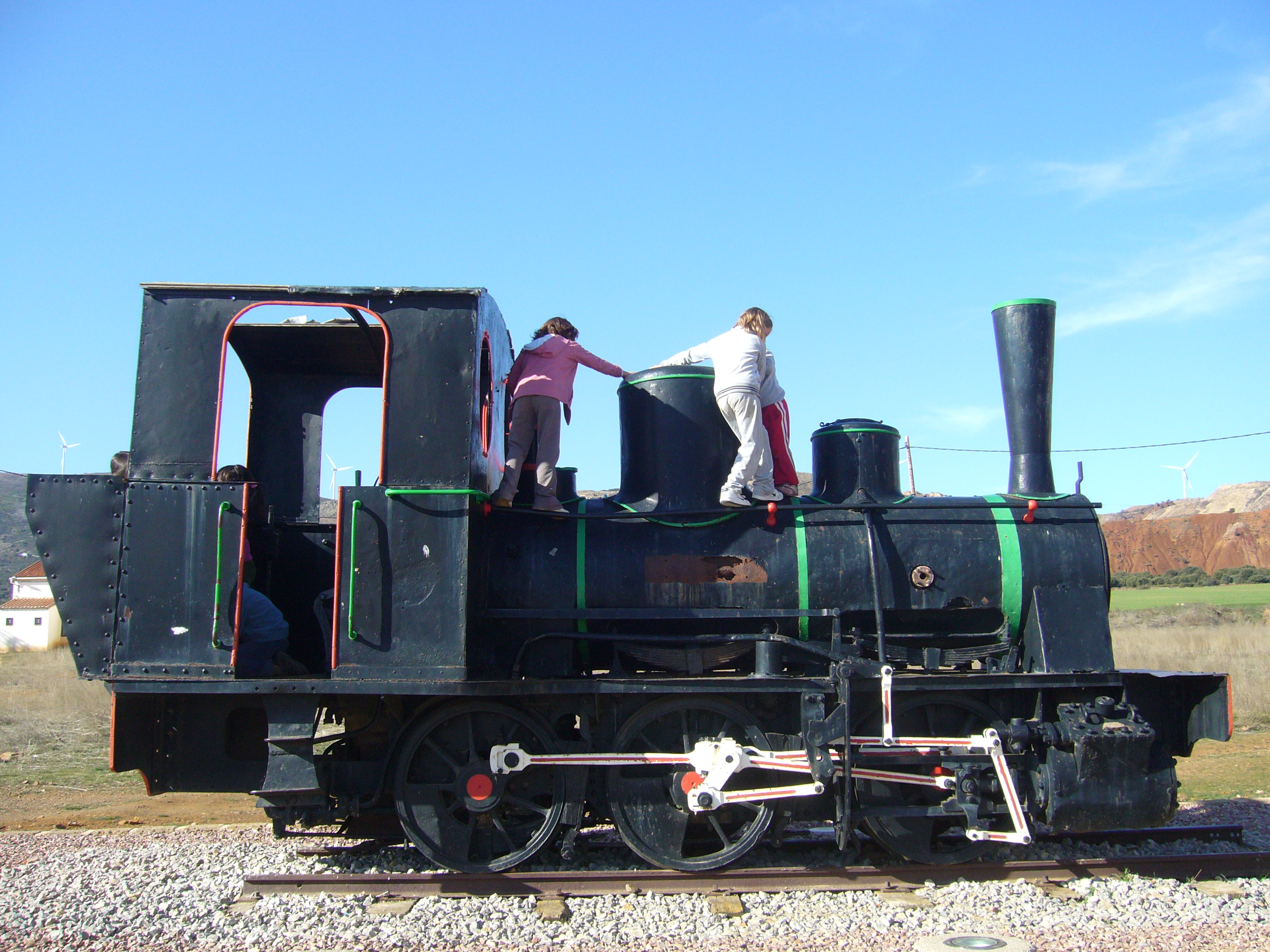

40°41′30″N 1°32′33″W / 40.69167°N 1.54250°W
梅內拉山脈（西班牙語：Sierra Menera），是西班牙的山脈，位於阿拉貢自治區，屬於伊比利亞山脈的一部分，長29公里、寬5.3公里，最高點海拔高度1,601米，山體由礫岩和黏土組成。